# Kanton Bayonne-Nord
Bayonne-Nord is een voormalig kanton van het Franse departement Pyrénées-Atlantiques. Het kanton maakte deel uit van het arrondissement Bayonne. Het werd opgeheven bij decreet van 25 februari 2014, met uitwerking op 22 maart 2015.

## Gemeenten
Het kanton Bayonne-Nord omvatte de volgende gemeenten:
- Bayonne (deels, hoofdplaats)
- Boucau